# Muscolo pubococcigeo
Il muscolo pubococcigeo è un muscolo che decorre dal coccige fino al punto in cui il pene s'inserisce sull'osso pubico.

## Funzioni
Il muscolo pubococcigeo controlla il flusso d'urina e si contrae durante l'orgasmo. Aiuta anche il controllo delle vie urinarie e del parto.
È stato collegato che avere un muscolo pubococcigeo forte possa portare ad una riduzione dell'incontinenza urinaria ed aiutare il posizionamento della testa del bambino durante il parto.